# Nicoletta Elmi
Nicoletta Elmi (Rome, 13 februari 1964) is een Italiaanse actrice en kindster. Als jeugdactrice van de Italiaanse cinema uit de jaren 70 speelde ze in verschillende gialli- en horrorfilms onder regie van beroemde regisseurs zoals Dario Argento, Paul Morrissey, Massimo Dallamano, Lamberto Bava en Luigi Bazzoni, voordat ze met vroegtijdig pensioen ging eind jaren tachtig. Een terugkerend kenmerk was dat ze regelmatig een roodharig meisje speelde in Italiaanse horrorfilms.

## Filmografie
- Le Sorelle (1969)
- Mezzanotte d'amore (1970)
- Death in Venice (1971)
- A Bay of Blood (1971)
- Who Saw Her Die? (1972)
- Baron Blood (1972)
- Flesh for Frankenstein (1973)
- Footprints (1975)
- Deep Red (1975)
- The Night Child (1975)
- La linea del fiume (1976)
- Windsurf - Il vento nelle mani (1984)
- Demons (1985)
- I ragazzi della 3ª C (1987-1988); tv-serie